# Řimovice
Řimovice är en ort i Tjeckien. Den ligger i regionen Mellersta Böhmen, i den centrala delen av landet, 60 km sydost om huvudstaden Prag. Řimovice ligger 448 meter över havet och antalet invånare är 185.
Terrängen runt Řimovice är lite kuperad, och sluttar norrut. Runt Řimovice är det ganska glesbefolkat, med 31 invånare per kvadratkilometer. Närmaste större samhälle är Vlašim, 3,4 km väster om Řimovice. Omgivningarna runt Řimovice är en mosaik av jordbruksmark och naturlig växtlighet.